# Cachorrinho
Cachorrinho é o quarto single da cantora de música pop brasileira Kelly Key, presente em seu primeiro álbum de estréia, o homônimo Kelly Key. Lançada oficialmente em 30 de agosto de 2002, a canção foi composta pela cantora em parceria com o compositor Andinho, trazendo uma sonoridade mesclada entre pop e R&B.

## Antecedentes
Em 17 de abril de 2002, Kelly Key havia lançado seu terceiro single, "Anjo". Na mesma época o álbum homônimo Kelly Key havia alcançado as 500 mil cópias vendidas, sendo relançado em versão espanhol, com o título de Kelly Key en Español e no formato de álbum remix, o Remix Hits. Com o sucesso do primeiro trabalho, Kelly estava sob a pressão de sustentar o mesmo desempenho dos singles anteriores, consagrando o primeiro álbum e despontando-o mais. Após algumas apresentações da canção "Cachorrinho", Kelly anunciou em seu site que a canção seria o quarto single oficial do álbum.

## Composição e desenvolvimento
Composta por Kelly, a canção explora o tema da mulher dominadora, colocando limites em um homem que antes era machista, usando da metáfora que leva-o em uma coleira por tal nível de dominação que exerce sobre ele. A canção passou para os estúdios onde foi produzida pelo DJ Cuca e pelos produtores Sérgio Mama e Afegan, explorando uma entre o pop e o R&B americano, com elementos de Dance-pop.

## Divulgação e desempenho
A canção foi divulgada com exclusividade primeiramente pela rádio Jovem Pan e pela Mix FM, onde alcançou o primeio lugar em poucas semanas de lançamento. A divulgação do single passou por programas de televisão como Planeta Xuxa, Caldeirão do Huck, Domingão do Faustão, Programa da Hebe, Domingo Legal, e Disk MTV, além de outros programas de rádio e festivais de música. 

## Recepção e crítica
A canção recebeu críticas positivas. O Jornal Agora classificou a cantora como "uma Britney Spears brasileira". Segundo o jornalista Alex Antunes a canção fez Kelly Key ficar conhecida nacionalmente pelo seu modo explicito e desbocado de falar sobre sexo, fazendo a cantora ficar conhecida como o oposto da virginal Sandy e da pop romântica Wanessa Camargo. Já o jornalista Carlos Eduardo Lima classificou a canção como um hino do  "girl power" e disse ainda que Kelly Key levantou "uma bandeira de auto-estima feminina, perdida há um bom tempo no Brasil", acrescentando ainda que mulheres de todas as idades se identificam com a canção da cantora, "compartilhando da vingança contra algum cafajeste".

## Videoclipe
Gravado em 2 de agosto de 2002, o videoclipe do single foi produzido pela Academia de Filmes e dirigido por Karina Ades, uma das maiores diretoras de videoclipes brasileira, vencedora do MTV Video Music Brasil, tendo ainda como diretor de forografia Adrian Teijido. O vídeo, rodado no Salão Nobre do Fluminense Football Club, na cidade do Rio de Janeiro, onde Kelly Key contracena com o modelo Walter Rosa. Por ser considerado com alto teor sexual, o videoclipe passou por uma censura em rede pública, sendo proibido para passar em horário livre, fazendo com que a Warner Music liberasse uma versão censurada e editada do vídeo.

## Sinopse
O videoclipe se inicia com Kelly Key no Salão Nobre do Fluminense Football Club vazio, apresentando apenas espelhos, luzes acesas e longas cortinas brancas escondendo o local, no qual Kelly veste uma blusa jeans de mangas longas e barriga de fora, abotoada apenas um botão abaixo do peito, deixando-a provocativa, combinada com uma calça preta e botas, sendo a maquiagem dos olhos azuis e o cabelo preso em rabo, enquanto cai em frizz. A cena é alternada com outras duas: na primeira o modelo Walter Rosa, interpretando o rapaz à ser dominado por Kelly, observa o local com desconfiança, sentindo-se observado e percorre o salão vestindo um terno preto com camisa branca. Na segunda cena alternada, Kelly aparece de cabelo completamente preto, arrepiado para cima, vestindo um conjunto preto de blusa e calça com um largo corpete prateado, enquanto dança com um grupo de garotas no mesmo salão vazio. Durante o vídeo Kelly percorre o salão cantando, mostrando cenas do rapaz se sentindo observado e procurando a cantora, alternando ainda para as dançarinas coreografando o refrão junto com Kelly. A partir da metade do vídeo a cantora encontra o rapaz, rodeia-o e começa um ritual de fazer um stripper no rapaz, tirando primeiramente o blazer, passando para a camisa e as calças, deixando-o apenas de cueca preta. As cenas são mostradas em rápidos flashs enquanto a cantora e o modelo se acariciam e quase se beijam, contendo ainda uma cena em que Kelly Key arrasta o rapaz por uma coleira prateada, acabando por mostrar o rapaz lambendo o corpo da cantora.